# Duga (gmina Podgorica)
Duga (cyr. Дуга) – wieś w Czarnogórze, w gminie Podgorica. W 2011 roku liczyła 29 mieszkańców.